# Адрианов, Михаил Васильевич
Михаил Васильевич Адрианов (14 сентября 1907, Москва — 1992) — советский архитектор.

## Биография

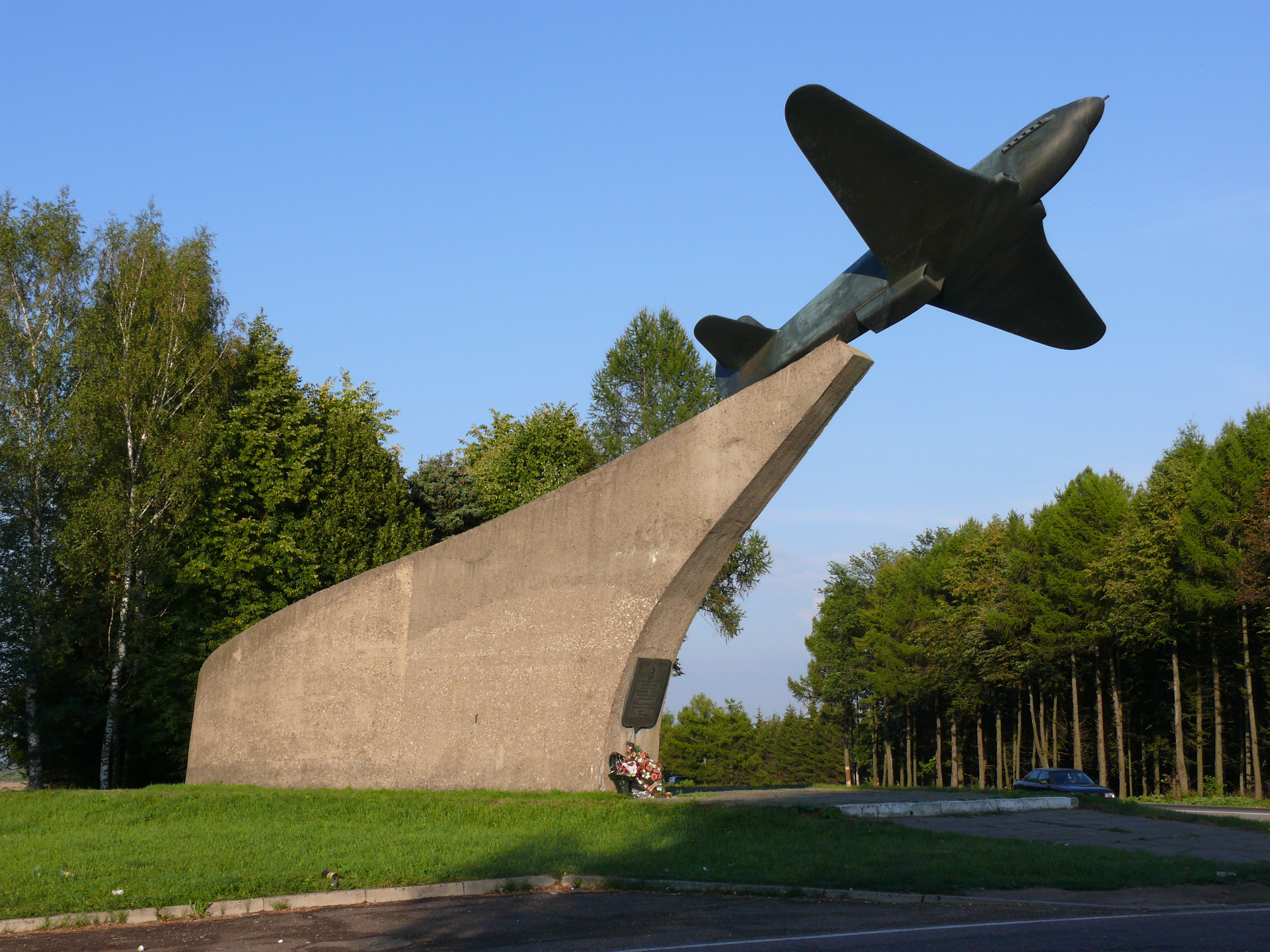
Самолёт-памятник «Як-3»
на 96-м километре Минского шоссе

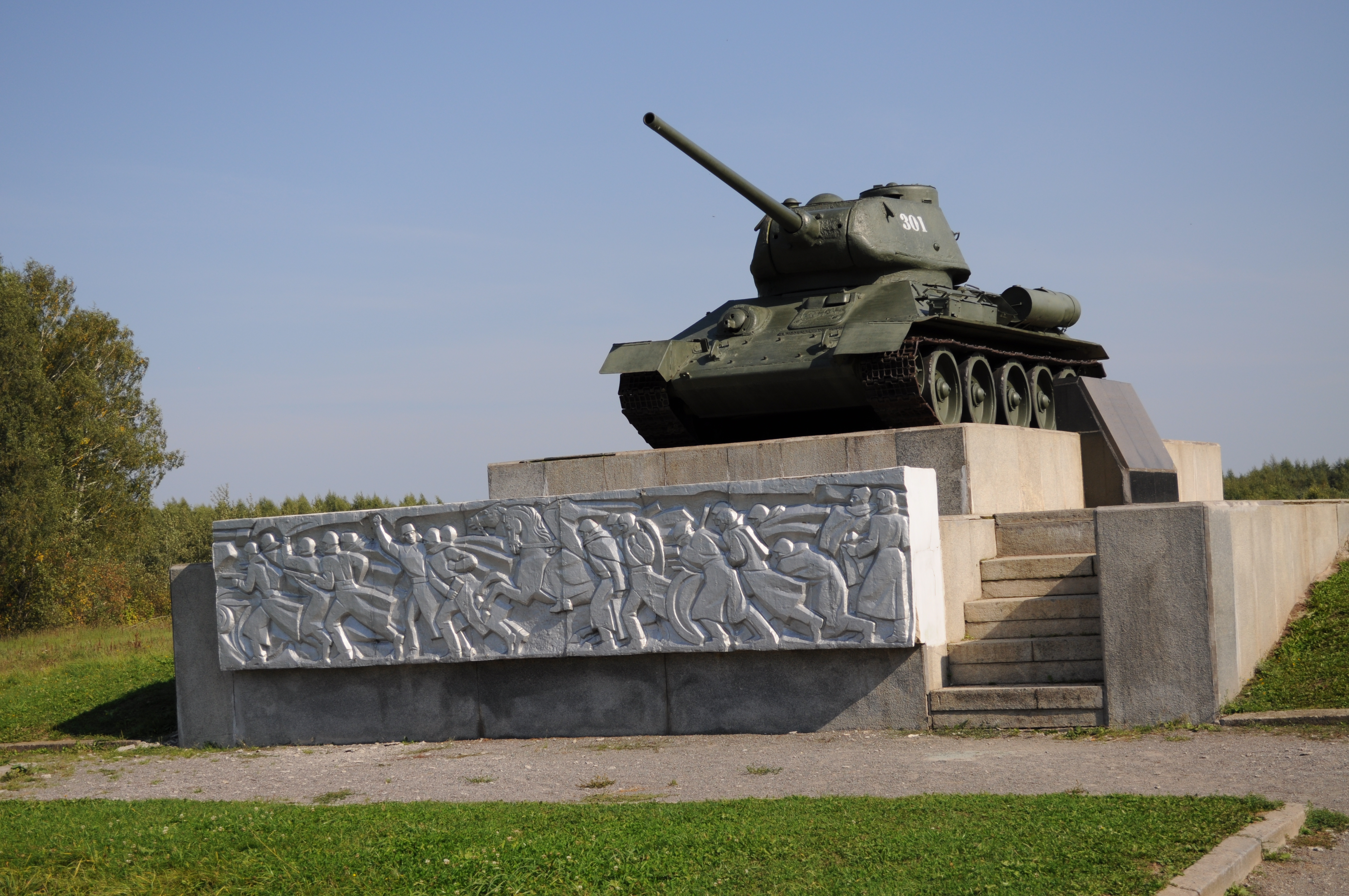
Памятник-танк воинам 5-й армии

Родился 14 сентября 1907 года в Москве. Учился в московском ВХУТЕМАСе-ВХУТЕИНе у А. А. Веснина, К. С. Мельникова и И. И. Леонидова. В 1930 году окончил ВХУТЕИН со званием архитектора.
С 1930 по 1932 год работал в проектном бюро Крайкомхоза в Новосибирске, где занимался проектированием городов и посёлков Западной Сибири. В частности, им были выполнены проекты планировки Кемерова, Бийска и Барнаула.
После организации проектных мастерских Моссовета работал в Москве в мастерской № 10 (руководитель В. Д. Кокорин). С 1934 по 1948 год работал в Управлении строительства Дворца Советов под руководством В. А. Щуко, В. Г. Гельфрейха и Б. М. Иофана. Занимал должности от рядового архитектора до начальника Архитектурной мастерской по интерьерам помещений и внешним отделочным работам зданий.
Был в числе авторов павильона СССР на Всемирной выставке 1937 года в Париже и павильона СССР на Всемирной выставке 1939 года в Нью-Йорке. Вместе с Б. М. Иофаном принимал участие в разработке конкурсного проекта здания Наркомтяжпрома.
После начала Великой Отечественной войны добровольцем вступил в ряды народного ополчения. В звании военинженера 2 ранга воевал в составе 40 сапёрной бригады на Западном фронте. Служил техником в Армейском военно-полевом строительстве № 13. Вышел в отставку в звании капитана.
С 1948 по 1952 год под руководством Л. В. Руднева работал на строительстве здания МГУ. Был начальником отдела, а затем — мастерской по проектированию интерьеров комплекса МГУ. Принимал активное участие в проектировании здания биолого-почвенного факультета, астрономического корпуса и других зданий комплекса.
С 1952 по 1978 год работал в мастерской № 4 управления «Моспроект-1». Руководил бригадой, занимавшейся застройкой Кунцевского и Киевского районов Москвы. Под руководством В. Г. Гельфрейха занимался проектированием комплекса площади Победы на Кутузовском проспекте. Был автором проекта размещения Триумфальной арки на площади Победы. Участвовал в проектировании парка Победы на Поклонной горе.
Позднее разрабатывал проекты застройки районов Фили-Мазилова, Давыдкова, Можайского и Рублёвского шоссе, Филёвской поймы, Крылатского. Руководил разработкой проектов детальной планировки.
М. В. Адрианов активно занимался разработкой проектов памятников. В частности, участвовал в проектировании памятника Чехову в Таганроге, памятника Чкалову у Курского вокзала в Москве, мемориала воинам, погибшим в 1941—1942 годах в боях за Новороссийск. По его проекту в 1966 году на 96-м километре трассы Москва-Минск был установлен монумент боевой славы - самолёт-памятник «Як-3». М. В. Адрианов был автором памятника-танка воинам 5-й армии, установленного в 1971 году на Бородинском поле.
В 1934 году М. В. Адрианов по рекомендации В. А. Щуко и Б. М. Иофана вступил в Союз архитекторов СССР и получил членский билет с номером три. Он был членом кружка-студии гравюры при институте «Моспроект». Со своими гравюрами принимал участие в выставках кружка.

## Награды
- Орден Отечественной войны II степени (1987)[11]